# Bactrocera peterseni
Bactrocera peterseni är en tvåvingeart som först beskrevs av Hardy 1970.  Bactrocera peterseni ingår i släktet Bactrocera och familjen borrflugor. Inga underarter finns listade.